# Логан (округ, Колорадо)
Ло́ган (англ. Logan County) — округ в штате Колорадо, США. Официально образован в 1887 году. По состоянию на 2010 год, численность населения составляла 22 709 человек.

## География
По данным Бюро переписи США, общая площадь округа равняется 4 778,555 км2, из которых 4 763,015 км2 суша и 6,300 км2 или 0,300 % это водоёмы.

## Население
По данным переписи населения 2000 года в округе проживает 20 504 жителей в составе 7 551 домашних хозяйств и 5 066 семей. Плотность населения составляет 4,00 человека на км2. На территории округа насчитывается 8 424 жилых строений, при плотности застройки около 2,00-х строений на км2. Расовый состав населения: белые — 91,65 %, афроамериканцы — 2,05 %, коренные американцы (индейцы) — 0,64 %, азиаты — 0,40 %, гавайцы — 0,07 %, представители других рас — 3,77 %, представители двух или более рас — 1,43 %. Испаноязычные составляли 11,90 % населения независимо от расы.
В составе 31,90 % из общего числа домашних хозяйств проживают дети в возрасте до 18 лет, 54,80 % домашних хозяйств представляют собой супружеские пары проживающие вместе, 8,60 % домашних хозяйств представляют собой одиноких женщин без супруга, 32,90 % домашних хозяйств не имеют отношения к семьям, 28,50 % домашних хозяйств состоят из одного человека, 12,40 % домашних хозяйств состоят из престарелых (65 лет и старше), проживающих в одиночестве. Средний размер домашнего хозяйства составляет 2,45 человека, и средний размер семьи 3,02 человека.
Возрастной состав округа: 24,70 % моложе 18 лет, 10,80 % от 18 до 24, 28,30 % от 25 до 44, 21,70 % от 45 до 64 и 21,70 % от 65 и старше. Средний возраст жителя округа 36 лет. На каждые 100 женщин приходится 112,00 мужчин. На каждые 100 женщин старше 18 лет приходится 114,60 мужчин.
Средний доход на домохозяйство в округе составлял 32 724 USD, на семью — 42 241 USD. Среднестатистический заработок мужчины был 28 155 USD против 21 110 USD для женщины. Доход на душу населения составлял 16 721 USD. Около 9,00 % семей и 12,20 % общего населения находились ниже черты бедности, в том числе — 13,40 % молодёжи (тех, кому ещё не исполнилось 18 лет) и 10,90 % тех, кому было уже больше 65 лет.